# Lijst van rijksmonumenten in Valburg
De plaats Valburg telt 12 inschrijvingen in het rijksmonumentenregister. Hieronder een overzicht.
| Object                                                                                           | Oorspronkelijke functie?  | Bouwjaar              | Architect | Locatie              | Coördinaten?                  | Nr.?  | Afbeelding                                                                                       |
| ------------------------------------------------------------------------------------------------ | ------------------------- | --------------------- | --------- | -------------------- | ----------------------------- | ----- | ------------------------------------------------------------------------------------------------ |
| De Mellard                                                                                       | landgoed, buitenplaats    | 1423 en later         |           | Mellardsestraat 4    | 51° 54' 41" NB, 5° 46' 39" OL | 36720 | Meer afbeeldingen                                                                                |
| Gepleisterde boerderij op T-vormige plattegrond. Lage bovenverdieping, met riet gedekt schilddak | Boerderij                 | 1690                  |           | Broekstraat 18       | 51° 54' 51" NB, 5° 46' 47" OL | 36721 | Gepleisterde boerderij op T-vormige plattegrond. Lage bovenverdieping, met riet gedekt schilddak |
| Hervormde Kerk                                                                                   | Kerk en kerkonderdeel     | 12e-15e eeuw          |           | Kerkplein 6          | 51° 54' 38" NB, 5° 47' 22" OL | 36722 | Meer afbeeldingen                                                                                |
| Toren der Hervormde Kerk                                                                         | Kerk en kerkonderdeel     | 12e eeuw              |           | Kerkplein bij 6      | 51° 54' 38" NB, 5° 47' 22" OL | 36723 | Meer afbeeldingen                                                                                |
| Boerderij op T-vormige plattegrond                                                               | Boerderij                 | midden 19e eeuw       |           | Kerkstraat 32        | 51° 54' 39" NB, 5° 47' 9" OL  | 36724 | Boerderij op T-vormige plattegrond                                                               |
| Nieuw Leven                                                                                      | Industrie- en poldermolen | 1750/1996             |           | Molenstraat 5A       | 51° 54' 31" NB, 5° 47' 31" OL | 36725 | Meer afbeeldingen                                                                                |
| De Eikelakker                                                                                    | Boerderij                 | 17e eeuw              |           | Tielsestraat 2       | 51° 54' 55" NB, 5° 48' 20" OL | 36726 | Meer afbeeldingen                                                                                |
| Boerderij op T-vormige plattegrond                                                               | Boerderij                 | eerste helft 19e eeuw |           | Tielsestraat 129     | 51° 53' 57" NB, 5° 46' 20" OL | 36727 | Boerderij op T-vormige plattegrond                                                               |
| Boerderij                                                                                        | Boerderij                 | 1720 (jaartalankers)  |           | Reethsestraat 17,19  | 51° 54' 32" NB, 5° 47' 40" OL | 36728 | Meer afbeeldingen                                                                                |
| 'Het elshout'                                                                                    | Boerderij                 | tweede kwart 19e eeuw |           | Kruisstraat 3        | 51° 53' 52" NB, 5° 45' 35" OL | 36745 | 'Het elshout'                                                                                    |
| De tip                                                                                           | Boerderij                 | eerste helft 19e eeuw |           | Merkenhorststraat 2  | 51° 54' 1" NB, 5° 44' 40" OL  | 36747 | Meer afbeeldingen                                                                                |
| Merkenhorst                                                                                      | Boerderij                 | midden 19e eeuw       |           | Merkenhorststraat 18 | 51° 53' 54" NB, 5° 44' 40" OL | 36748 | Merkenhorst                                                                                      |